# Ligetvári Patrik
Ligetvári Patrik (Várpalota, 1996. február 13. –) magyar válogatott kézilabdázó, balátlövő, jelenleg a Telekom Veszprém játékosa.

## Pályafutása

### Klubcsapatokban
A várpalotai születésű Ligetvári Patrik az MVM Veszprémben kezdett kézilabdázni. Klubja fiatalon kölcsönadta a Balatonfüred csapatának, ahol a 2015-16-os idényben 28 mérkőzésen 57 gólt szerzett az NB I/B-ben és tapasztalatot szerzett a felnőtt bajnokikon is. Teljesítményét látva nevelőklubja a 2016–17-es idény előtt visszahívta a füredi kölcsönjátékból. A veszprémi csapattal így magyar bajnok és kupagyőztes lett, játszott a SEHA-ligában, a Bajnokok ligájában komoly szerepet még nem kapott. 2018 októberében a spanyol Ademar León csapatához került a szezon végéig kölcsönbe, ahol a nemzeti Asobal bajnokságban és a Bajnokok Ligájában is pályára lépett. 2019 nyarán meghosszabbította veszprémi szerződését 2022 nyaráig, majd kölcsönben az ugyancsak spanyol első osztályú La Riojában folytatta pályafutását.

### A válogatottban
A 2014-es U18-as Európa-bajnokságon ezüstérmet szerzett a magyar válogatott tagjaként, két év múlva az U20-as kontinenstornán 10. helyezett csapat tagja.
A felnőtt válogatott tagjaként - melyben 2016-ban mutatkozhatott be - részt vett a 2017-es világbajnokságon elsősorban védekező játékosként.
35 góljával Győri Mátyás után a 2017-es junior világbajnokságon ötödik helyezett magyar csapat második legjobb góllövője volt.

## Sikerei
- Magyar bajnokság győztese: 2017, 2023, 2024, 2025
- Magyar Kupa-győztes: 2021, 2022, 2023, 2024
- SEHA-liga-győztes: 2021, 2022